# Виже (коммуна)
Виже́ (фр. Viger, окс. Biger) — коммуна во Франции, находится в регионе Юг — Пиренеи. Департамент — Верхние Пиренеи. Входит в состав кантона Лурд-Уэст. Округ коммуны — Аржелес-Газост.
Код INSEE коммуны — 65470.

## География
Коммуна расположена приблизительно в 670 км к югу от Парижа, в 135 км юго-западнее Тулузы, в 21 км к юго-западу от Тарба.
Коммуна расположена в долине Батсюргер. На юго-востоке коммуны протекает река Гав-де-По.

## Климат
Климат умеренно-океанический с солнечной тёплой погодой и обильными осадками на протяжении практически всего года.

## Население
Население коммуны на 2010 год составляло 133 человека.
| 1962 | 1968 | 1975 | 1982 | 1990 | 1999 | 2010 |
| ---- | ---- | ---- | ---- | ---- | ---- | ---- |
| 72   | 74   | 76   | 81   | 91   | 87   | 133  |

## Экономика
В 2010 году среди 91 человека трудоспособного возраста (15-64 лет) 70 были экономически активными, 21 — неактивными (показатель активности — 76,9 %, в 1999 году было 64,5 %). Из 70 активных жителей работали 58 человек (32 мужчины и 26 женщин), безработных было 12 (8 мужчин и 4 женщины). Среди 21 неактивных 6 человек были учениками или студентами, 9 — пенсионерами, 6 были неактивными по другим причинам.